# دكتور أمراض نسا (مسلسل)
دكتور أمراض نسا، مسلسل تلفزيوني مصري عرض في رمضان 1435هـ/2014م.

## قصة المسلسل
يرصد المسلسل حياة طبيب أمراض نساء شاب (مصطفى شعبان)، لدى هذا الطبيب العديد من العلاقات النسائية، ولكنه يقرر أخيرًا الزواج. في ليلة زفافه يجد أن ماضيه يطارده، وكل فضائحه تنكشف، فتنقلب حياته رأسًا على عقب، ويصبح يتعين عليه تصفيه الحسابات القديمة؛ إذا كان يرغب في عيش بقية حياته في سلام. على الجانب الآخر، توجد شقيقة الطبيب (صابرين)؛ والتي تُعد كأم له نظرًا لعلاقتهما الوطيدة وحبهما الشديد لبعضهم البعض.

## طاقم العمل
- مصطفى شعبان
- صابرين
- حورية فرغلي
- أحمد بدير
- إيمان العاصي
- صفاء سلطان
- فوزية
- أحمد صيام
- أشرف زكي
- أحمد عصام
- طارق صبري
- نادية نجم
- دعاء رجب
- مروى
- نورهان
- ضياء الميرغني
- شمس
- حسن كامي
- هشام عطوة
- عبير منير
- أحمد الحلواني
- حسان العربي
- خيري حسن
- رانيا فتح الله
- شروق
- مهجة عبد الرحمن
- محمد عبد الجواد
- صبري عبد المنعم
- سعيد طرابيك
- أحمد جلال عبد القوي

## وصلات خارجية
- صفحة المسلسل في قاعدة بيانات الأفلام العربية